# Bactrocera brachycera
Bactrocera brachycera
 es una especie de díptero que Mario Bezzi describió por primera vez en 1916. Bactrocera brachycera pertenece al género Bactrocera de la familia Tephritidae.